# Топориха (Вологодская область)
Топориха — деревня в Тотемском районе Вологодской области.
Входит в состав Погореловского сельского поселения, с точки зрения административно-территориального деления — в Погореловский сельсовет.
Расположена на правом берегу реки Тиксна. Расстояние до районного центра Тотьмы по автодороге — 62,5 км, до центра муниципального образования деревни Погорелово  по прямой — 3 км. Ближайшие населённые пункты — Комарица, Светица, Юбилейный.
По переписи 2002 года население — 22 человека (12 мужчин, 10 женщин). Всё население — русские.